# Claude Gensac
Pour les articles homonymes, voir Gensac.
Claude-Jeanne Malca Gensac, dite Claude Gensac, née le 1er mars 1927 à Acy-en-Multien (Oise) et morte le 27 décembre 2016 à Suresnes (Hauts-de-Seine), est une actrice française.
Élève du Conservatoire de Paris, elle commence sa carrière au théâtre en jouant la tragédie. Remarquée, elle obtient des rôles au cinéma et à la télévision à partir des années 1950. Actrice d'allure distinguée, elle diversifie rapidement sa carrière en jouant dans des pièces de boulevard sous l'impulsion de son mari, Pierre Mondy.
En 1967, elle est choisie pour interpréter la femme du personnage joué par Louis de Funès dans le film Oscar d'Édouard Molinaro. Ce dernier est alors devenu une grande vedette de l'écran et l'osmose avec Claude Gensac, rencontrée en 1953 dans La Vie d'un honnête homme de Sacha Guitry, est telle qu'ils tourneront neuf autres films ensemble, la plupart devenant de grands succès commerciaux tels que Les Grandes Vacances, Le Gendarme se marie ou encore Jo.
Devenue une figure populaire du cinéma français des années 1970, Claude Gensac peine à relancer sa carrière après la mort de de Funès en 1983, tant elle est identifiée comme « son épouse à l’écran ».
Elle retrouve des rôles importants à partir de la fin des années 2000, jouant notamment avec Catherine Deneuve dans Elle s'en va en 2013. Elle est nommée en 2015 pour le César de la meilleure actrice dans un second rôle (ce qui fait ainsi d'elle l'actrice la plus âgée à être nommée pour ce titre) pour son rôle dans Lulu femme nue de Sólveig Anspach.

## Biographie

### Enfance et formation
Claude Gensac naît le 1er mars 1927 à Acy-en-Multien d'André Gensac, baryton, et Rose Brayer. Lorsque Claude a six ans, son père quitte le foyer pour une cantatrice de l'Opéra de Paris, Éliette Schenneberg,, avec laquelle il a une fille, Éliette Gensac, chanteuse, comédienne et speakerine pour RTL. Cette dernière, créditée sous le nom d'Éliette Demay, a d'ailleurs joué dans Hibernatus aux côtés de sa demi-sœur.
Elle se destine d'abord à la danse classique, et c'est sa mère qui la pousse à devenir actrice, un métier qu'elle aurait voulu faire elle-même. Après des études secondaires au lycée Racine de Paris, elle est inscrite par sa mère au cours Simon afin de préparer son entrée au Conservatoire national supérieur d'art dramatique. Claude y rencontre celui qui devient son premier mari, Pierre Mondy. Admise au Conservatoire, elle en sort en 1947 avec le deuxième prix de tragédie et le premier accessit de comédie.

### Débuts

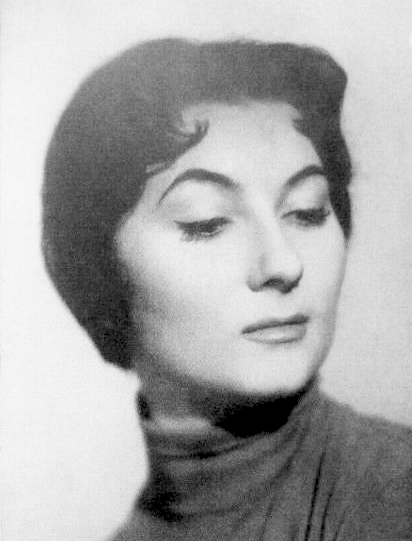
Claude Gensac au début des années 1950 (Studio Harcourt).

Claude Gensac débute la même année au théâtre à Bruxelles dans Borgia de Herman Closson. Mère et fille posent ensemble à l'occasion d'une répétition dans un numéro de Regards. Elle est remarquée en 1950 dans son interprétation de Jeanne d'Arc dans La Pucelle de Jacques Audiberti. Elle enchaîne avec d'autres tragédies et obtient des premiers rôles féminins dans Horace de Pierre Corneille en 1951, Kean de Jean-Paul Sartre en 1953 et Pour Lucrèce de Jean Giraudoux en 1955.

Claude Gensac, servante, en 1953 dans La Vie d'un honnête homme.

Parallèlement, elle débute au cinéma en 1952 dans La Vie d'un honnête homme de Sacha Guitry. Le réalisateur la choisit pour interpréter la femme de chambre du personnage principal, joué par Michel Simon. Louis de Funès, qui joue un valet, est son premier partenaire à l'écran. La même année, Gensac et de Funès se retrouvent dans la pièce Sans cérémonie de Jacques Vilfrid et Jean Girault mise en scène par le mari de Claude, Pierre Mondy. Sans cérémonie est la première d'une longue série de collaborations entre de Funès, Vilfrid et Giraud. Néanmoins, la pièce est un échec critique.
Dans les années 1950 puis 1960, Claude Gensac poursuit sa carrière au théâtre, au cinéma et à la télévision. Elle est par exemple choisie pour des rôles de grandes dames ou de bourgeoises, parfois méchantes, dans des séries comme La caméra explore le temps et Les Cinq Dernières Minutes. Pour la première, elle interprète Madame de Montespan dans un épisode consacré à l'Affaire des poisons et Marie-Louise d'Autriche dans un autre sur Napoléon II. Au théâtre, Claude Gensac joue notamment dans Chaud et froid de Fernand Crommelynck en 1956, et Cleo à Paris de Fabre Luce en 1957. Le cinéma fait appel à elle pour un rôle de bourgeoise dans Comment épouser un Premier ministre de Michel Boisrond en 1964, l'actrice obtient aussi des rôles secondaires dans Les Sultans de Jean Delannoy et le Journal d'une femme en blanc de Claude Autant-Lara. Le talent tragique de Claude Gensac lui permet de participer, en 1962, au nouveau doublage français de Blanche-Neige et les Sept Nains (1937) de Walt Disney. Elle prête sa voix à la reine. Claude se lasse cependant de ses rôles de femmes antipathiques.

### Le duo avec Louis de Funès

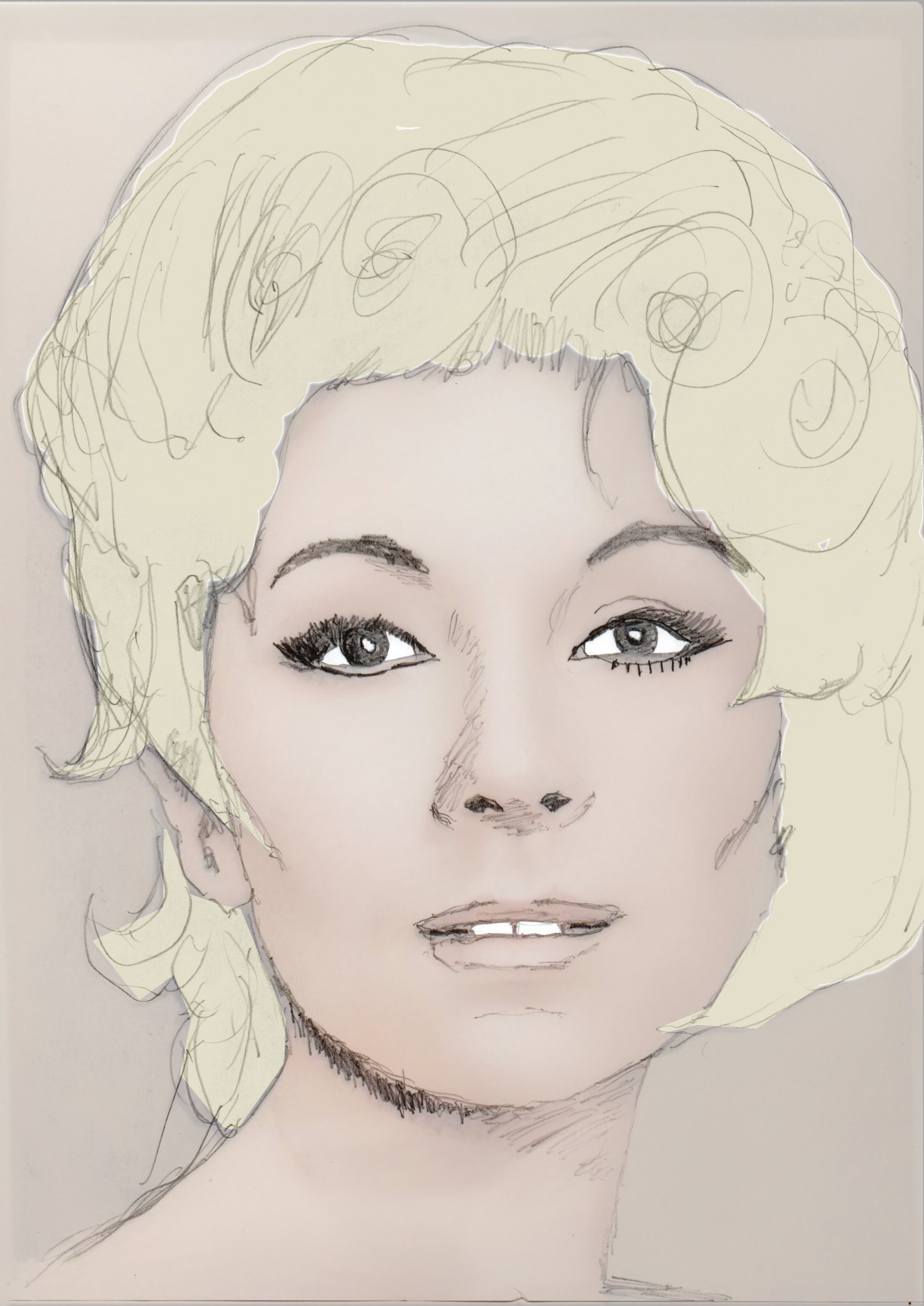
Dessin représentant Claude Gensac dans les années 1960.

Claude Gensac et Louis de Funès avaient travaillé ensemble au théâtre et au cinéma en 1952, mais leur longue et fructueuse collaboration ne commence réellement qu'en 1967, avec l'adaptation à l'écran d'Oscar. Cette pièce était jouée par de Funès depuis 1959, et elle avait largement contribué à affirmer son talent. Cantonné à des seconds rôles au cinéma jusqu'au début des années 1960, il avait ensuite connu un large succès dans Le Gendarme de Saint-Tropez en 1964, Le Corniaud en 1965 et La Grande Vadrouille en 1966.
C'est Jeanne, la femme de Louis de Funès, qui avance le nom de Claude Gensac pour le rôle de la femme du personnage principal d'Oscar. Elle voulait que son mari incarne des personnages au rang social élevé et il fallait pour cela que l'actrice incarnant son épouse sur scène ait de la distinction. Qualifiée de « bonne copine » par Patrick de Funès, fils et biographe de l'acteur, elle est aussi choisie parce que Jeanne de Funès lui fait suffisamment confiance pour ne pas craindre qu'elle lui vole son mari hors plateau. Louis et Jeanne s'étaient bien entendus avec Claude sur le tournage de La Vie d'un honnête homme en 1952, et Jeanne de Funès repense à l'actrice en la voyant à la télévision dans un épisode des Cinq Dernières Minutes. Peu après, le couple de Funès va voir Claude Gensac sur scène dans La Dame de chez Maxim de Georges Feydeau. Son interprétation de Madame Petypon les convainc définitivement.

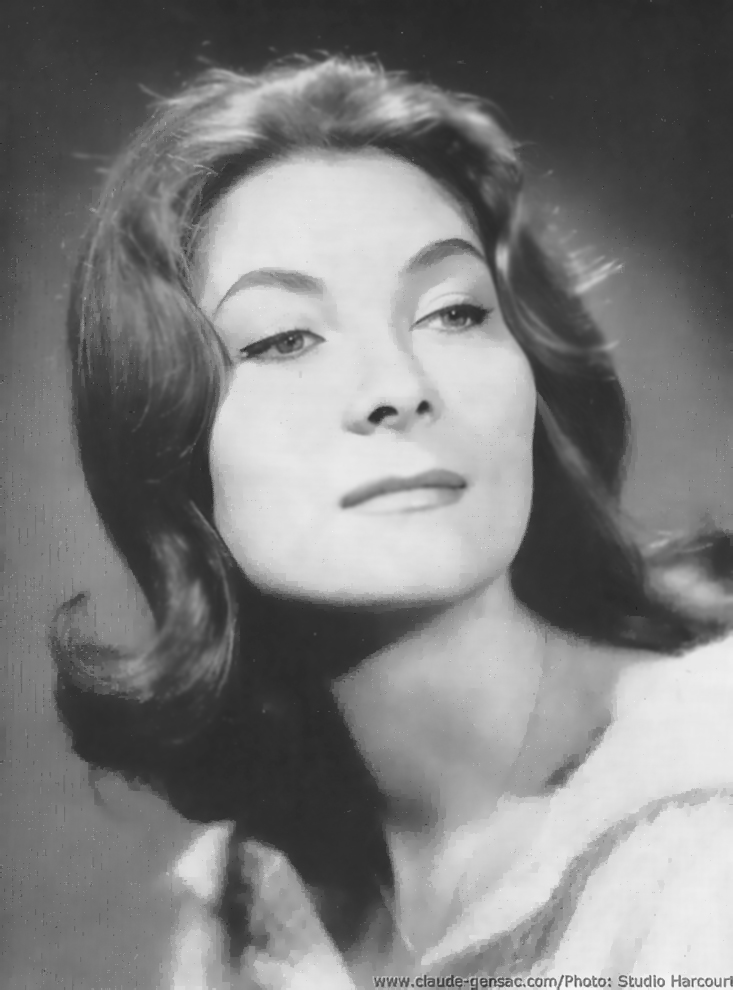
Claude Gensac au début des années 1960.

Elle reste toujours très reconnaissante à Louis et Jeanne de Funès d'avoir fait décoller sa carrière, heureuse d'ailleurs de s'inscrire dans la comédie afin de quitter ses rôles de « duchesses perverses » ou de « femmes agressives ». Au départ, elle était toutefois inquiète d'obtenir des rôles si importants au cinéma. Le succès du couple de Funès-Gensac repose sur la parfaite alchimie entre deux comédiens aux jeux totalement opposés : de Funès est hargneux et teigneux, Gensac est adorable, pétillante et distinguée.
Elle joue dans Oscar en 1967, puis dans Les Grandes Vacances la même année. Elle interprète à une dizaine de reprises l'épouse des personnages joués par Louis de Funès au cinéma, rôle qu'elle occupe en 1968 dans Le Gendarme se marie, en 1969 dans Hibernatus, en 1970 dans Le Gendarme en balade, et en 1971 dans Jo. Ces films sont de grands succès commerciaux, Les Grandes Vacances et Le Gendarme se marie étant numéro un au box-office français l'année de leur sortie respective, avec presque sept millions d'entrées chacun. Oscar est deuxième en 1967, derrière Les Grandes Vacances, avec un peu plus de six millions d'entrées.
Louis de Funès s'entend parfaitement avec Claude Gensac et l'actrice fait partie de ses partenaires préférés, comme Michel Galabru. De Funès a dit d'elle : « On s'amuse beaucoup avec Claude, elle pige très vite. Je n'ai pas besoin de lui expliquer deux fois ce qui fait rire ». Cependant, les deux acteurs se voient peu en dehors des tournages. Grâce à de Funès, Claude Gensac devient une actrice populaire, indissociable de ses rôles en tandem avec l'acteur, notamment Ludovic et Josépha Cruchot de la série des Gendarmes. L'expression « Ma biche », employée par Cruchot, marque des générations de spectateurs. Parfois appelée ainsi dans la rue, Claude Gensac découvre même, un jour, cette expression écrite sur un banc en face de chez elle. Les rôles d'épouse des personnages joués par Louis de Funès sont une bénédiction pour l'actrice, mais aussi un handicap pour la suite. Par faute de temps, elle néglige sa carrière en dehors de ces films et refuse plusieurs contrats, bien que l'acteur l'ait avertie du risque qu'elle courait de ne plus décrocher de rôles à l'avenir. Elle reste cependant active au théâtre, jouant dans des pièces comiques comme Les Deux Vierges de Jean-Jacques Bricaire en 1975 et La Cage aux folles de Jean Poiret en 1978, mais aussi dans La Folle de Chaillot de Jean Giraudoux en 1975. Elle apparaît parallèlement dans plusieurs productions d' Au théâtre ce soir.

### Éclipse et retour
Les années 1970 marquent un ralentissement pour Claude Gensac puisqu'elle n'est ni au générique de Sur un arbre perché (1971) ni à celui de La Folie des grandeurs (1971) et des Aventures de Rabbi Jacob (1973) (elle n'a d'ailleurs participé à aucun des films de de Funès réalisés par Gérard Oury). Ensuite, le double infarctus dont est victime Louis de Funès en 1975 le force à diminuer son activité professionnelle. Elle retrouve l'acteur pour des rôles mineurs dans L'Aile ou la Cuisse en 1976 et La Soupe aux choux en 1981. Dans le premier, c'est Louis de Funès qui l'a imposée dans le rôle de sa secrétaire, et elle doit être affublée d'une perruque grise afin que les spectateurs ne reconnaissent pas l'habituelle « Madame de Funès à l'écran ». Louis de Funès lui offre le rôle plus important de Frosine dans son adaptation cinématographique de L'Avare en 1980, puis elle redevient sa femme dans le dernier opus du Gendarme, Le Gendarme et les Gendarmettes, sorti en 1982. Ce film est la dernière apparition à l'écran de Louis de Funès qui meurt en janvier 1983. Claude Gensac n'avait pas pu tenir le rôle dans Le Gendarme et les Extraterrestres en 1978, car elle devait répéter au théâtre La Maison des cœurs brisés de George Bernard Shaw. Elle fut remplacée par Maria Mauban dont le texte avait été réduit.
Après la mort de Louis de Funès en 1983, la carrière de Claude Gensac décline. Elle approche la soixantaine et son nom est trop associé à Louis de Funès pour que les producteurs et réalisateurs s'intéressent à elle. Un metteur en scène lui a d'ailleurs avoué qu'il pensait qu'elle ne souhaitait plus tourner depuis la mort de l'acteur. Elle obtient cependant suffisamment de rôles pour poursuivre sa carrière de comédienne. Elle joue par exemple au théâtre dans Le Dindon de Georges Feydeau en 1984, et Le Bal des voleurs de Jean Anouilh en 1996, et à la télévision dans la série Marc et Sophie de 1987 à 1991.

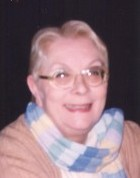
Claude Gensac en 1993.

Le 27 novembre 1993, elle devient la marraine de l'École régionale d'art dramatique et citoyenne d'honneur de la ville de Marignane, et accepte de donner son nom à la salle de résidence : la salle Claude-Gensac,.
En 2005, elle publie une autobiographie, Ma biche… c'est vite dit ! Le titre fait référence au surnom que lui a donné Louis de Funès dans leurs films. Elle retrace dans ce livre son parcours avec de Funès mais aussi son expérience de comédienne et raconte des anecdotes de tournage.
À la fin des années 2000, Claude Gensac connaît un renouveau professionnel tardif même si plusieurs films dans lesquels elle devait jouer sont annulés à cause de la crise financière. Elle apparaît dans la série Sous le soleil en 2005 puis obtient un rôle important dans La Prophétie d'Avignon, saga d'été de 2007 qui la déçoit. Elle joue ensuite sur scène La Perruche et le Poulet avec Jean-Pierre Castaldi en 2008. Elle devient un personnage récurrent de la série télévisée Scènes de ménages à partir de 2012 et obtient des rôles secondaires dans deux films de jeunes réalisatrices en 2013 : Elle s'en va d'Emmanuelle Bercot et Lulu femme nue de Sólveig Anspach. Ce dernier film lui permet d'être nommée pour le César de la meilleure actrice dans un second rôle en 2015, alors qu'elle a presque 88 ans.
Le 25 décembre 2015, elle apparaît le temps d'un sketch dans l'émission spéciale « Nos chers voisins » fêtent la nouvelle année, diffusée sur TF1.
Son dernier rôle au cinéma est dans Baden Baden de Rachel Lang en 2016, où elle joue le personnage de la grand-mère du personnage principal, Ana, jouée par Salomé Richard.
Il était prévu qu’elle tourne en 2017 dans le film Nos années folles, sous la direction d’André Téchiné.

### Vie privée et mort

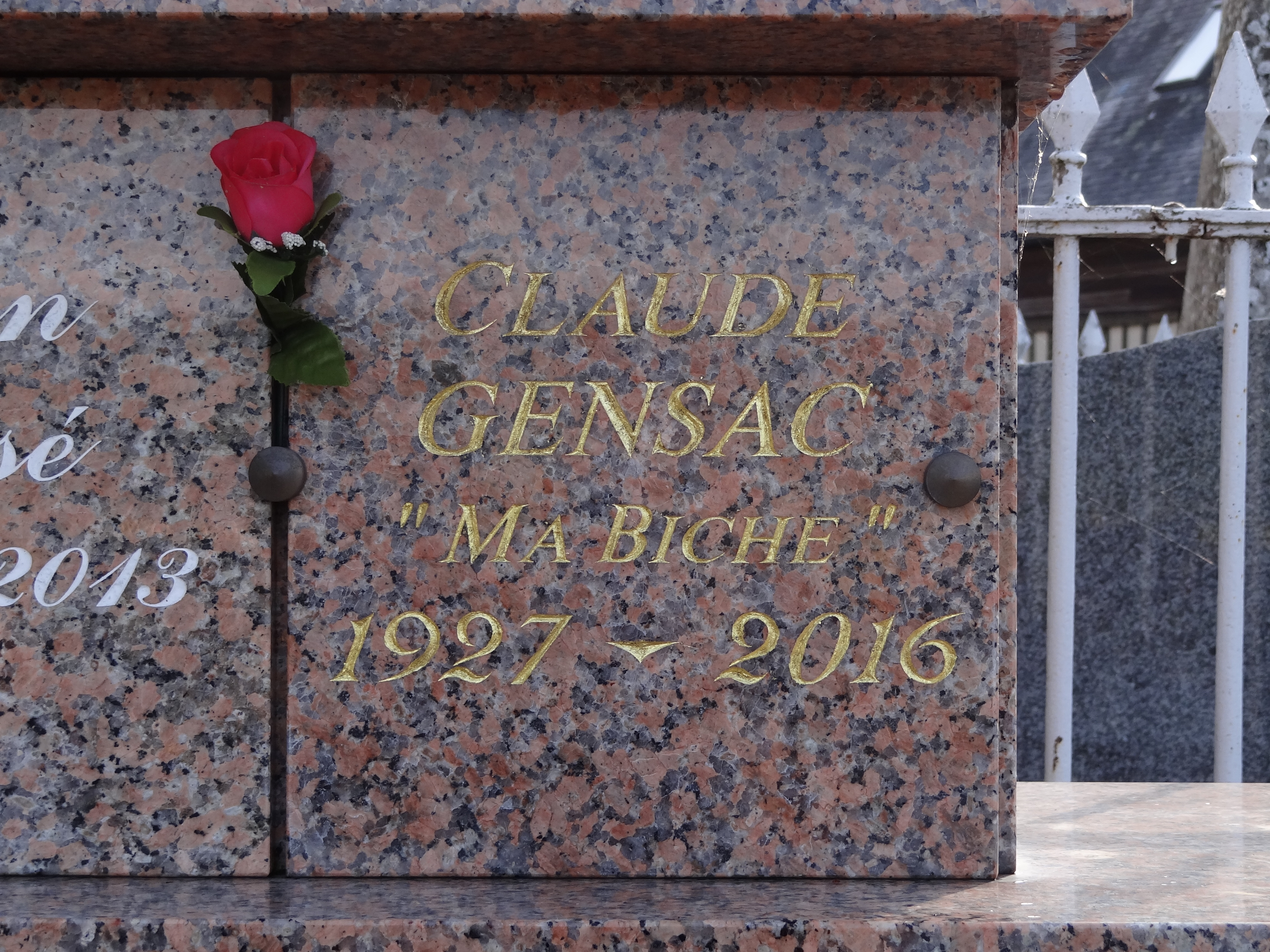
La tombe de Claude Gensac au cimetière de Glos-sur-Risle (Eure).

Claude Gensac rencontre son premier mari, Pierre Mondy, au cours Simon où ce dernier est élève. Ils se marient en 1952 et divorcent deux ans plus tard. Plusieurs figures du théâtre sont présentes au mariage, comme Pierre Fresnay, Yvonne Printemps, Marcel Achard et Jacqueline Maillan. Les compagnons du conservatoire de Claude Gensac prennent ce mariage pour une mésalliance car elle est alors associée à un théâtre tragique et cérébral, alors que Pierre Mondy est plus orienté vers le boulevard.
Elle a déclaré avoir eu une relation avec le prince Ali Khan.
En 1958, elle se remarie avec Henri Chemin, pilote automobile et directeur des relations publiques de Ford France, qui a utilisé son réseau dans le monde du cinéma pour placer la Ford Mustang dans plusieurs films des années 1960. Le couple possède une propriété dans l'Eure, à Cierrey près d'Évreux. Ils divorcent en 1977. Leur fils, Frédéric Chemin, compositeur de musique de variétés, leur donne deux petits-enfants. Claude Gensac a résidé à Neuilly-sur-Seine puis elle s'est définitivement installée en Normandie à partir de 1989, achetant un manoir à Glos-sur-Risle. Ses souvenirs ont été dispersés lors d'une vente aux enchères tenue en juin 2018 à Pont-Audemer.
Claude Gensac meurt dans son sommeil dans la nuit du 26 au 27 décembre 2016, à l'âge de 89 ans,,. Ses cendres reposent dans le petit columbarium du cimetière de Glos-sur-Risle.

## Filmographie

### Cinéma
- 1952 : La Vie d'un honnête homme de Sacha Guitry : Évelyne, la femme de chambre
- 1954 : Les Chiffonniers d'Emmaüs de Robert Darène : une cliente du café
- 1957 : Les Fanatiques d'Alex Joffé
- 1964 : Comment épouser un Premier ministre de Michel Boisrond : Mme Grandbourg
- 1964 : Les Cinq Dernières Minutes (épisode 31 : « 45 tours et puis s'en vont ») : Françoise Vérac
- 1965 : Journal d'une femme en blanc de Claude Autant-Lara : Mlle Viralleau
- 1966 : Les Sultans de Jean Delannoy : Model
- 1967 : Oscar d'Édouard Molinaro : Germaine Barnier
- 1967 : Les Grandes Vacances de Jean Girault : Isabelle Bosquier
- 1968 : Le Gendarme se marie de Jean Girault : Josépha le François Cruchot
- 1969 : Hibernatus d'Édouard Molinaro : Edmée Fournier de Tartas
- 1969 : Renaud et Armide de Marcel Cravenne : Oriane
- 1970 : Le Gendarme en balade de Jean Girault : Josépha Cruchot
- 1970 : Le Bal du comte d'Orgel de Marc Allégret : Mademoiselle d'Orgel
- 1971 : Jo de Jean Girault : Sylvie Brisebard
- 1973 : La Dame de trèfle de Pierre Cavassilas : Mme Prascovic
- 1973 : Le Plumard en folie Jacques Lemoine : Adrienne
- 1976 : L'Aile ou la Cuisse de Claude Zidi : Marguerite 1
- 1976 : Le Chasseur de chez Maxim's de Claude Vital : Germaine
- 1977 : Moi, fleur bleue d'Éric Le Hung : la directrice de l'école
- 1980 : L'Avare de Jean Girault et Louis de Funès : Frosine
- 1981 : La Soupe aux choux de Jean Girault : Amélie Poulangeard
- 1982 : Le Gendarme et les Gendarmettes de Jean Girault : Josépha Cruchot
- 1985 : Le Gaffeur de Serge Pénard : Lucienne
- 1985 : La Cage aux folles 3 de Georges Lautner : une figurante au cabaret
- 1987 : Poule et Frites de Luis Rego : Françoise, la belle-mère
- 1998 : Changement de cap de Patrick Malakian : Dora
- 2001 : Absolument fabuleux de Gabriel Aghion : Mamie Mousson
- 2010 : Coursier de Hervé Renoh : la Hollandaise
- 2010 : L'Immortel de Richard Berry : Mme Fontarosa
- 2011 : De l'huile sur le feu de Nicolas Benamou : Mme Lavignasse
- 2013 : Elle s'en va d'Emmanuelle Bercot : Annie
- 2013 : Lulu femme nue de Sólveig Anspach : Marthe
- 2016 : Baden Baden de Rachel Lang : Grand-mère

## Théâtre
- 1947 : Borgia de Herman Closson, mise en scène Oscar Lejeune, théâtre royal du Parc (Bruxelles)
- 1949 : Absence de Louis Francis, théâtre de l'Humour
- 1949 : C'est moi qui ai tué le comte de Max Viterbo et Marcel Dubois d'après Alec Coppel, mise en scène Raymond Maurel, théâtre de l'Humour
- 1950 : Pucelle de Jacques Audiberti, mise en scène Georges Vitaly, théâtre de la Huchette
- 1951 : Horace de Pierre Corneille, mise en scène Hélène Lefèvre, théâtre royal du Parc (Bruxelles)
- 1951 : Edmée de Pierre-Aristide Bréal, mise en scène Georges Vitaly, théâtre de la Huchette
- 1951 : Ombre chère de Jacques Deval, mise en scène de l'auteur, théâtre Édouard VII
- 1952 : Sans cérémonie de Jacques Vilfrid et Jean Girault, mise en scène Pierre Mondy, théâtre Daunou
- 1953 : Le Piège à l'innocent d'Eduardo Sola Franco, mise en scène Jean Le Poulain, théâtre de l'Œuvre
- 1953 : Kean de Jean-Paul Sartre d'après Alexandre Dumas, mise en scène Pierre Brasseur, théâtre Sarah-Bernhardt
- 1953 : Comme les dieux de Fabre Luce, théâtre de l'Œuvre
- 1955 : L'Heure éblouissante d'Anna Bonacci, mise en scène Fernand Ledoux, théâtre Antoine
- 1955 : Pour Lucrèce de Jean Giraudoux, mise en scène Jean-Louis Barrault, théâtre des Célestins
- 1956 : La Belle Dame sans merci de Jean Le Marois, mise en scène Marcelle Tassencourt, théâtre Hébertot
- 1956 : Chaud et Froid de et mise en scène Fernand Crommelynck, théâtre de l'Œuvre
- 1956 : Monsieur Masure de Claude Magnier, Comédie-Wagram
- 1957 : Partage de midi de Paul Claudel, mise en scène André Berger, Rideau de Bruxelles
- 1957 : Trois souris aveugles d’Agatha Christie, mise en scène Christian-Gérard, théâtre de la Renaissance
- 1957 : Cléo de Paris de Fabre Luce, mise en scène Pierre Valde, théâtre de l'Œuvre
- 1958 : La Bonne Anna de Marc Camoletti, Comédie Wagram, théâtre des Capucines
- 1958 : Les Boutons de manchettes, théâtre Gramont
- 1958 : La Bonne Soupe de Félicien Marceau, mise en scène André Barsacq, théâtre du Gymnase
- 1958 : Turcaret d'Alain René-Lesage, mise en scène André Barsacq, Théâtre de l'Atelier
- 1960 : Les Glorieuses d'André Roussin, mise en scène de l'auteur, théâtre royal du Parc, théâtre de la Madeleine
- 1961 : La Dévotion à la croix de Pedro Calderón de la Barca, mise en scène Georges Vitaly, Hôtel-Dieu de Beaune
- 1963 : Sémiramis de Marc Camoletti, mise en scène Michel de Ré, théâtre Édouard VII
- 1964 : Jo de Claude Magnier, mise en scène Jean-Pierre Grenier, théâtre des Nouveautés
- 1965 : La Dame de chez Maxim de Georges Feydeau, mise en scène Jacques Charon, théâtre du Palais-Royal
- 1968 : L'Amour propre de et mise en scène Marc Camoletti, théâtre Édouard VII
- 1970 : Un sale égoïste de Françoise Dorin, mise en scène Michel Roux, théâtre Antoine
- 1974 : Le Siècle des lumières de Claude Brulé, mise en scène Jean-Laurent Cochet, théâtre du Palais-Royal
- 1975 : La Folle de Chaillot de Jean Giraudoux, mise en scène Gérard Vergez, théâtre de l'Athénée
- 1975 : Les Deux Vierges de Jean-Jacques Bricaire et Maurice Lasaygues, mise en scène Robert Manuel, théâtre des Nouveautés
- 1977 : La Rose et le Chou-fleur de et mise en scène Jacques Pierre, théâtre La Bruyère
- 1978 : La Maison des cœurs brisés de George Bernard Shaw, mise en scène Jean Mercure, théâtre de la Ville
- 1978 : La Cage aux folles de Jean Poiret, théâtre des Variétés
- 1983 : L'Étiquette de Françoise Dorin, mise en scène Pierre Dux, théâtre des Variétés
- 1984 : Le Dindon de Georges Feydeau, mise en scène Jean Meyer, théâtre du Palais-Royal
- 1985-1986 : La Prise de Berg-Op-Zoom de Sacha Guitry, mise en scène Jean Meyer, théâtre des Célestins puis théâtre des Nouveautés, théâtre de la Michodière
- 1987 : Y'a pas qu'Agatha de Jacques Bedos, mise en scène René Clermont, théâtre de la Renaissance
- 1992 : Chantecler d'Edmond Rostand, mise en scène Jean-Paul Lucet, théâtre antique de Fourvière, théâtre des Célestins
- 1992 : Zizanie de Julien Vartet, mise en scène Raymond Acquaviva, théâtre de la Potinière
- 1993 : Le Mariage de Barillon de Georges Feydeau, mise en scène Philippe Rondest
- 1994 : La Nuit à Barbizon de Julien Vartet, mise en scène Gérard Savoisien, théâtre Édouard VII
- 1995 : Le Saut du lit de Ray Cooney et John Chapman, mise en scène Raymond Acquaviva
- 1996 : Le Bal des voleurs de Jean Anouilh, mise en scène Jean-Claude Idée, théâtre Montparnasse
- 1997 : Ce que femme veut de Julien Vartet, mise en scène Raymond Acquaviva, théâtre des Mathurins
- 1998 : Bientôt les fêtes de Bruno Druart, mise en scène Xavier Letourneur
- 2000 : Le Squat de Jean-Marie Chevret, mise en scène Jean-Pierre Dravel, théâtre Rive Gauche
- 2005 : Ces dames de bonne compagnie de Bruno Druart, mise en scène Pierre Santini
- 2008 : La Perruche et le Poulet de Robert Thomas, mise en scène Luq Hamet, théâtre Déjazet

## Doublage
- 1963 : La Panthère rose : Simone Clouseau (Capucine)
- 1970 : Airport : Cindy Bakersfeld (Dana Wynter)
- 1961 : Blanche-Neige et les Sept Nains de Walt Disney : La Reine

## Box-office
| Film                            | Année | Entrées au box-office France |
| ------------------------------- | ----- | ---------------------------- |
| Les Grandes Vacances            | 1967  | 6 986 917                    |
| Le Gendarme se marie            | 1968  | 6 828 626                    |
| Oscar                           | 1967  | 6 122 041                    |
| L'Aile ou la Cuisse             | 1976  | 5 841 956                    |
| Le Gendarme en balade           | 1970  | 4 870 673                    |
| Le Gendarme et les Gendarmettes | 1982  | 4 209 139                    |
| Hibernatus                      | 1969  | 3 366 973                    |
| La Soupe aux choux              | 1981  | 3 093 319                    |
| Jo                              | 1971  | 2 466 966                    |
| L'Avare                         | 1980  | 2 433 452                    |
| Les chiffonniers d'Emmaüs       | 1954  | 2 397 429                    |
| Le Journal d'une femme en blanc | 1965  | 2 344 819                    |

### Télévision
- 1958 : Monsieur de Saint-Germain de Philippe Ducrest
- 1958 : Adélaïde de Philippe Ducrest : Mme Élisabeth
- 1959 : Coquin de printemps
- 1959 : La caméra explore le temps : La Dernière Nuit de Kœnigsmark de Stellio Lorenzi : Comtesse Platten
- 1959 : La caméra explore le temps : Le Véritable Aiglon de Stellio Lorenzi : Marie-Louise
- 1960 : La caméra explore le temps : Le Drame des poisons de Stellio Lorenzi : Madame de Montespan
- 1962 : L'inspecteur Leclerc enquête : Coup double de Jean Laviron : Caroline
- 1964 : Les Cinq Dernières Minutes : 45 tours… et puis s'en vont de Bernard Hecht : Françoise Vérac
- 1965 : Le Legs de Jean-Paul Sassy : La comtesse
- 1967 : Le Chevalier Tempête de Yannick Andréi : Mireille
- 1969 : Renaud et Armide de Jean Cocteau, réalisé par Marcel Cravenne
- 1973 : La Dame de trèfle de Pierre Cavassilas : Mme Prascovic
- 1976 : La Folle de Chaillot de Gérard Vergez : Constance, la Folle de Passy
- 1977 : Les Folies Offenbach de Michel Boisrond : Céleste Baroche
- 1978 : Gaston Phébus de Bernard Borderie : la Reine
- 1980 : George Dandin ou le Mari confondu d'Yves-André Hubert : Mme de Sotenville
- 1981 : Les Fugitifs de Freddy Charles : Mme Levroux
- 1981 : Les Fiancées de l'Empire de Jacques Doniol-Valcroze : Mme de Croissy
- 1981 : Les Amours des années grises : Joli Cœur de Gérard Espinasse : Mme de Mirval
- 1984 : Le Sexe faible de Lazare Iglesis : Isabelle
- 1985 : Le Crime de Mathilde de Jean-Paul Carrère
- 1985 : Les Amours des années 50 : Fil à fil de Philippe Galardi : la baronne
- 1986 : Madame et ses flics de Roland-Bernard
- 1987 : Cloud Waltzing de Gordon Flemyng : Mme Hibbert
- 1987-1991 : Marc et Sophie : Grenelle
- 1991 : Quiproquos ! de Claude Vital : Alice Girardon
- 1992 : Tout ou presque de Claude Vital
- 1994 : Tout feu, tout femme de Marion Sarraut et Pierre Sisser : Henriette
- 1998 : Changement de cap de Patrick Malakian : Dora
- 2003 : Docteur Claire Bellac : Mme Lherminier
- 2003 : Un été de canicule de Sébastien Grall : Mamette
- 2004 : Le Grand Patron : Entre deux rives de Claudio Tonetti : Rose
- 2005 : Papa est formidable de Dominique Baron : Paulette
- 2005 : Sous le soleil : tante Clarisse
- 2005 : Vénus et Apollon : Soin paradis de Pascal Lahmani : Mouche
- 2007 : La Prophétie d'Avignon de David Delrieux : Odette Esperanza
- 2011 : La Grève des femmes de Stéphane Kappes : Mme Deschamps
- 2012 - 2016 : Scènes de ménages : Yvonne, la femme de Norbert (Michel Galabru) et l'amie d'Huguette (Marion Game)
- 2014 : Les Fées du logis de Pascal Forneri : Mme Berto
- 2015 : Mon cher petit village de Gabriel Le Bomin : Adèle
- 2015 : Nos chers voisins fêtent la nouvelle année : La grand-mère possessive du Dr. Derek
- 2016 : Damoclès de Manuel Schapira : Josette

### Au théâtre ce soir
- 1975 : Un homme d'action de William Dinner et William Morum, adaptation Pol Quentin, mise en scène Grégoire Aslan, réalisation Pierre Sabbagh, théâtre Édouard VII : Lucie
- 1975 : Le Sourire de la Joconde d'Aldous Huxley, mise en scène Raymond Gérôme, réalisation Pierre Sabbagh, théâtre Édouard VII : Miss Braddock
- 1977 : Les Deux Vierges de Jean-Jacques Bricaire et Maurice Lasaygues, mise en scène Robert Manuel, réalisation Pierre Sabbagh, théâtre Marigny : Madeleine
- 1980 : La Claque d'André Roussin, mise en scène Georges Vitaly, réalisation Pierre Sabbagh, théâtre Marigny : Fernande
- 1982 : Le Caveau de famille de Pierre Chesnot, mise en scène Francis Joffo, réalisation Pierre Sabbagh, théâtre Marigny : Simone
- 1984 : J'y suis, j'y reste de Jean Valmy et Raymond Vincy, mise en scène Robert Manuel, réalisation Pierre Sabbagh, théâtre Marigny : la comtesse

### Doublage

#### Cinéma

##### Films
- Sophia Loren dans :
  - Désir sous les ormes : Anna Cabot (1958)
  - L'Orchidée noire : Rose Bianco (1958)
  - Le Cid : Chimène (1961)
  - La Comtesse de Hong-Kong : Comtesse Natasha Alexandroff (1967)

Mais aussi :
- 1950 : Dimanche d'août : Marcella Meloni (Anna Baldini)
- 1952 : Les Flèches brûlées : Carolina (Arleen Whelan)
- 1959 : Le Chevalier du château maudit : Fiamma (Irene Tunc)
- 1960 : La Garçonnière : miss Olsen, la secrétaire (Edie Adams)
- 1961 : La Guerre de Troie : Cassandre (Lydia Alfonsi)
- 1962 : Un direct au cœur : Dolly Fletcher (Lola Albright)
- 1967 : Le Lauréat : Mme Braddock (Elizabeth Wilson)
- 1969 : Le Club des libertins : Babette (Dany Robin)
- 1970 : Airport : Cindy Bakersfeld (Dana Wynter)

##### Films d'animation
- 1962 : Blanche-Neige et les Sept Nains : la Méchante Reine (2e doublage)

## Publication
- Claude Gensac, Ma biche… c'est vite dit !, Neuilly-sur-Seine, Michel Lafon, 2005, 236 p. (ISBN 2-7499-0228-2).

## Distinctions

### Décoration
- 2011 :  Officière de l'ordre des Arts et des Lettres[33]

### Nomination
- César du cinéma 2015 : César de la meilleure actrice dans un second rôle pour Lulu femme nue[34]

### Note
1. ↑  La salle Claude Gensac a été inaugurée en présence de l'actrice et se situe dans l'avenue des anciens combattants en Afrique du Nord, Bastide du Tron.
2. ↑  Date indiquée par Pierre Mondy dans son autobiographie. La plupart des autres sources mentionnent 1951.